# آلشوگادی
آلشوگادی (به مجاری:  Alsógagy) یک سکونتگاه مسکونی در مجارستان است که در بورشود-آبااوی-زمپلن واقع شده‌است.